# Атанас Самарджиев
Атанас Георгиев Самарджиев е български революционер, деец Българската комунистическа партия.

## Биография
Атанас Самарджиев е роден в 1897 година в Мехомия, тогава в Османската империя. След Първата световна война е архивар в съда в Горна Джумая. Става член на БКП и участва активно в организационния живот на партията в Горноджумайско. Участва в Септемврийското въстание с Горноджумайския въстанически отряд. Загива на 24 септември 1923 година при престрелка.